# Saison 1 de Torchwood
Chronologie
Saison 2
Cet article présente le guide des épisodes de la première saison de la série télévisée britannique Torchwood.

## Distribution
- John Barrowman (V.F.: Sébastien Hébrant) : Capitaine Jack Harkness, chef de Torchwood 3
- Eve Myles (V.F.: Claire Tefnin) : Gwen Cooper, liaison avec la police
- Burn Gorman (V.F.: Bruno Mullenaerts) : Dr Owen Harper, officier médical ; commandant en second
- Naoko Mori (V.F.: Cathy Boquet) : Toshiko Sato, spécialiste en informatique
- Gareth David-Lloyd (V.F.: Pierre Lognay) : Ianto Jones, chef de la sécurité ; homme à tout faire
- Kai Owen (V.F.: Philippe Allard) : Rhys Williams, petit ami de Gwen

## Épisodes

### Épisode 1:Tout change
- Royaume-Uni : 22 octobre 2006 sur BBC Three
- France : 12 octobre 2007 sur NRJ 12
- Québec : 7 janvier 2008 sur Ztélé

- Royaume-Uni : 2,51 millions de téléspectateurs (première diffusion)

### Épisode 2:Premier Jour
- Royaume-Uni : 22 octobre 2006 sur BBC Three
- France : 12 octobre 2007 sur NRJ 12
- Québec : 14 janvier 2008 sur Ztélé

- Royaume-Uni : 2,49 millions de téléspectateurs (première diffusion)

### Épisode 3:Machine fantôme
- Royaume-Uni : 29 octobre 2006 sur BBC Three
- France : 12 octobre 2007 sur NRJ 12
- Québec : 21 janvier 2008 sur Ztélé

- Royaume-Uni : 1,76 million de téléspectateurs (première diffusion)

### Épisode 4:Femme cybernétique
- Royaume-Uni : 5 novembre 2006 sur BBC Three
- France : 19 octobre 2007 sur NRJ 12
- Québec : 28 janvier 2008 sur Ztélé

- Royaume-Uni : 1,39 million de téléspectateurs (première diffusion)

### Épisode 5:Petits Mondes
- Royaume-Uni : 12 novembre 2006 sur BBC Three
- France : 19 octobre 2007 sur NRJ 12
- Québec : sur Ztélé

- Royaume-Uni : 1,26 million de téléspectateurs (première diffusion)

### Épisode 6:La Récolte
- Royaume-Uni : 19 novembre 2006 sur BBC Three
- France : 19 octobre 2007 sur NRJ 12

- Royaume-Uni : 1,21 million de téléspectateurs (première diffusion)

### Épisode 7:Cadeaux grecs
- Royaume-Uni : 26 novembre 2006 sur BBC Three
- France : 26 octobre 2007 sur NRJ 12

- Royaume-Uni : 1,3 million de téléspectateurs (première diffusion)

### Épisode 8:Ils tuent encore Suzie
- Royaume-Uni : 3 décembre 2006 sur BBC Three
- France : 26 octobre 2007 sur NRJ 12

- Royaume-Uni : 1,12 million de téléspectateurs (première diffusion)

### Épisode 9:Chaussures en vrac
- Royaume-Uni : 10 décembre 2006 sur BBC Three
- France : 2 novembre 2007 sur NRJ 12

- Royaume-Uni : 1,08 million de téléspectateurs (première diffusion)

### Épisode 10:Hors du temps
- Royaume-Uni : 17 décembre 2006 sur BBC Three
- France : 2 novembre 2007 sur NRJ 12

- Royaume-Uni : 1,03 million de téléspectateurs (première diffusion)

### Épisode 11:Combat
- Royaume-Uni : 24 décembre 2006 sur BBC Three
- France : 2 novembre 2007 sur NRJ 12

- Royaume-Uni : 826 000 téléspectateurs (première diffusion)

### Épisode 12:Capitaine Jack Harkness
- Royaume-Uni : 1er janvier 2007 sur BBC Three
- France : 9 novembre 2007 sur NRJ 12

- Royaume-Uni : 1,23 million de téléspectateurs (première diffusion)

### Épisode 13:La Fin des temps
- Royaume-Uni : 1er janvier 2007 sur BBC Three
- France : 9 novembre 2007 sur NRJ 12

- Royaume-Uni : 1,23 million de téléspectateurs (première diffusion)

## Informations sur le coffretDVD
- Le coffret de la saison 1 de Torchwood regroupe les treize épisodes de la saison et inclus quelques making of de Torchwood Declassified contenus sur les DVD anglais de la BBC. Il est sorti en France le 2 avril 2008.

- Titre : Torchwood saison 1
- Éditeur : Koba Films
- Saison : 1
- Épisodes : 13
- Région : 2
- Durée : 660 minutes
- Nombre de DVD : 4
- Image : Couleur, Plein écran, Cinémascope,PAL
- Format de l'image : Format 16/9 compatible 4/3, Format cinéma respecté 1.77
- Audio : stéréo
- Langues : Anglais, Français
- Sous-titre : Français
- ASIN : B00138Z9BI